# لئونارد کوهن
لئونارد کوهن (انگلیسی: Leonard Cohen، زادهٔ ۲۱ سپتامبر ۱۹۳۴ – فوت ۷ نوامبر ۲۰۱۶) خواننده، ترانه‌سرا، شاعر و رمان‌نویس کانادایی بود. درونمایهٔ آثارش مذهب، سیاست، انزوا، افسردگی، جنسیت، فقدان، مرگ و روابط عاشقانه است.
او عضوی از تالار مشاهیر موسیقی کانادا و تالار مشاهیر ترانه‌نویسان کانادا بود؛ کوهن در ۱۰ مارس ۲۰۰۸ به عنوان عضو جدید تالار مشاهیر راک اند رول معرفی شد.
در سال ۲۰۰۳ بالاترین نشان افتخار غیرنظامی یعنی همراهی نشان افتخار کانادا به او اعطا شد. در سال ۲۰۱۱ او جایزه ادبیات را از جوایز شاهدخت آستوریاس برنده شد و در همین سال، نهمین دورهٔ جایزه گلن گولد به او تقدیم شد.

## اوایل زندگی
لئونارد نورمن کوهن در ۲۱ سپتامبر ۱۹۳۴ در خانواده‌ایی یهودی ارتدکس و در وستمونت کبک کانادا به دنیا آمد. مادر لیتوانیاییاش، مارشا (ماشا) کلونیتسکی (1905-1978) در ۱۹۲۷ به کانادا مهاجرت کرده و دختر محقق و ربی تلمود، سولومون کلونیتسکی-کلاین بود. پدربزرگ پدری‌اش، لیون کوهن (۱۸۶۸–۱۹۳۷)، نیز از لیتوانی به کانادا مهاجرت کرده بود و رئیس مؤسس، کنگره یهودیان کانادا بود. والدین لئونارد او را با نام یهودی الایزر  به معنی خدا کمک می‌کند  صدا می‌زدند. پدرش ناتان برنارد کوهن (۱۸۹۱–۱۹۴۴) مغازهٔ لباس‌فروشی داشت و زمانیکه لئونارد ۹ ساله بود، فوت کرد. لئونارد به کنیسهٔ شَعار هَشُماییام رفت و ارتباطات خود را با آنجا برای باقی عمرش حفظ کرد. او در ارتباط با یک کاهن بودن در ۱۹۶۷ گفته است: «من کودکی کاملاً مسیحایی داشتم. به من گفته شده بود که از نسل هارون، کاهن اعظم هستم.»
او در رشتهٔ زبان انگلیسی از دانشگاه مک‌گیل دانش‌آموخته شد و در سال ۱۹۵۵ به خاطر نوشته‌های خلاقانه‌اش جایزه ادبی Mc. Naughton را از آن خود کرد. کوهن اولین کتاب شعرش را در سال ۱۹۵۶ در مونترال منتشر کرد، اولین رمانش بازی محبوب در ۱۹۶۳ به کتاب فروشی‌ها آمد.
کوهن شیوه زندگی بسیار آزادی را برگزیده بود که شامل ارتباط با زنان متعدد، آزمودن ال.اس.دی و سفر به دور دنیا می‌شد. او سال‌هایی را نیز به تمرین ذن بودایی سپری کرد.
اولین حضور کوهن در صحنه موسیقی، جشنواره موسیقی مردمی نیوپورت (Newport Folk Festival)، در تابستان ۱۹۶۷ بود. این روند با دو کنسرت در نیویورک و یک حضور برای اجرای اشعارش در تلویزیون سی‌بی‌اس دنبال شد.

## جوایز و افتخارات
کوهن در سال ۲۰۱۱ به دلیل «مجموعه آثارش که بر سه نسل در سرتاسر جهان تأثیر گذاشته است» جوایز شاهدخت آستوریاس - یکی از معتبرترین جوایز ادبی اسپانیا - را دریافت کرد. هیئت داوران جایزهٔ پرنس آستوریاس در مورد کوهن گفتند که «او تصویری آفریده است که در آن، شعر و موسیقی درهم آمیخته‌اند و به چیز گران بهای تغییرناپذیری بدل شده‌اند».

## آلبوم‌های استودیویی
| نام آلبوم                   | تاریخ پخش       |
| ۱. ترانه‌های لئونارد کوهن    | ۲۷ دسامبر ۱۹۶۷  |
| ۲. ترانه‌هایی از یک اتاق     | آوریل ۱۹۶۹      |
| ۳. ترانه‌های عشق و نفرت      | مارس ۱۹۷۱       |
| ۴. پوسته‌ای نو برای آئین کهن | اوت ۱۹۷۴        |
| ۵. مرگِ مردِ زن‌باره           | نوامبر ۱۹۷۷     |
| ۶. ترانه‌های جدید            | سپتامبر ۱۹۷۹    |
| ۷. وضعیت‌های گوناگون         | دسامبر ۱۹۸۴     |
| ۸. من مرد تو هستم           | فوریه ۱۹۸۸      |
| ۹. آینده                    | ۲۴ نوامبر ۱۹۹۲  |
| ۱۰. ده ترانه نو             | ۹ اکتبر ۲۰۰۱    |
| ۱۱. هِدِر عزیز                | ۲۶ اکتبر ۲۰۰۴   |
| ۱۲. ایده‌های قدیمی           | ۳۱ ژانویه ۲۰۱۲  |
| ۱۳. مشکلات عامه‌پسند         | ۲۲ سپتامبر ۲۰۱۴ |
| ۱۴. تاریک‌تر می‌خواهی‌اش       | ۲۱ اکتبر ۲۰۱۶   |
| ۱۵. ممنون برای رقص          | ۲۲ نوامبر ۲۰۱۹  |

## آلبوم‌های زنده
| نام آلبوم                                                                            | تاریخ پخش     |
| ۱. Live Songs                                                                        | آوریل ۱۹۷۳    |
| ۲. Cohen Live: Leonard Cohen in Concert                                              | جوئن ۱۹۹۴     |
| ۳. Field Commander Cohen: Tour of 1979                                               | فوریه ۲۰۰۱    |
| ۴. Live in London                                                                    | مارس ۲۰۰۹     |
| ۵. Live at the Isle of Wight 1970                                                    | اکتبر ۲۰۰۹    |
| ۶. Songs from the Road                                                               | سپتامبر ۲۰۱۰  |
| ۷. زنده در دوبلین (Live in Dublin)                                                   | ۲ دسامبر ۲۰۱۴ |
| ۸. نمیشه فراموش کرد: یادگاری سفر باشکوه (Can't Forget: A Souvenir of the Grand Tour) | ۱۲ مِی ۲۰۱۵    |

## علت مرگ
او در تاریخ ۷ نوامبر ۲۰۱۶ درگذشت و مرگ وی ۱۰ نوامبر اعلام شد.در ۱۷ نوامبر ۲۰۱۶ مدیر برنامه‌های او اعلام کرد که کوهن در شب مرگش در منزل خود در لس آنجلس، زمین‌خورده و بعد به آرامی در خواب فوت کرده است. او گفت مرگ کوهن «ناگهانی، غیرمنتظره و آرام بود».